# 암면
암면(巖綿, 영어: Rockwool 또는 Mineral wool)은 높은 열에 잘 견디는 인조광물성 섬유이다. 암석을 1600°C 이상으로 용융한 뒤 솜사탕 제조 방법과 비슷한 원심분리장치로 섬유형태로 성형하여 만든다. 발암물질인 석면의 대체재로 개발되어 비슷한 물성을 가지고 있고, 건축물을 지을 때 단열재나 방화재, 흡음재로 널리 이용된다.불에 잘 타지 않고 고온에도 견디며, 가볍고 열이 잘 통하지 않는다. 또한 소리를 잘 흡수하고 쉽게 변질되지 않는다.

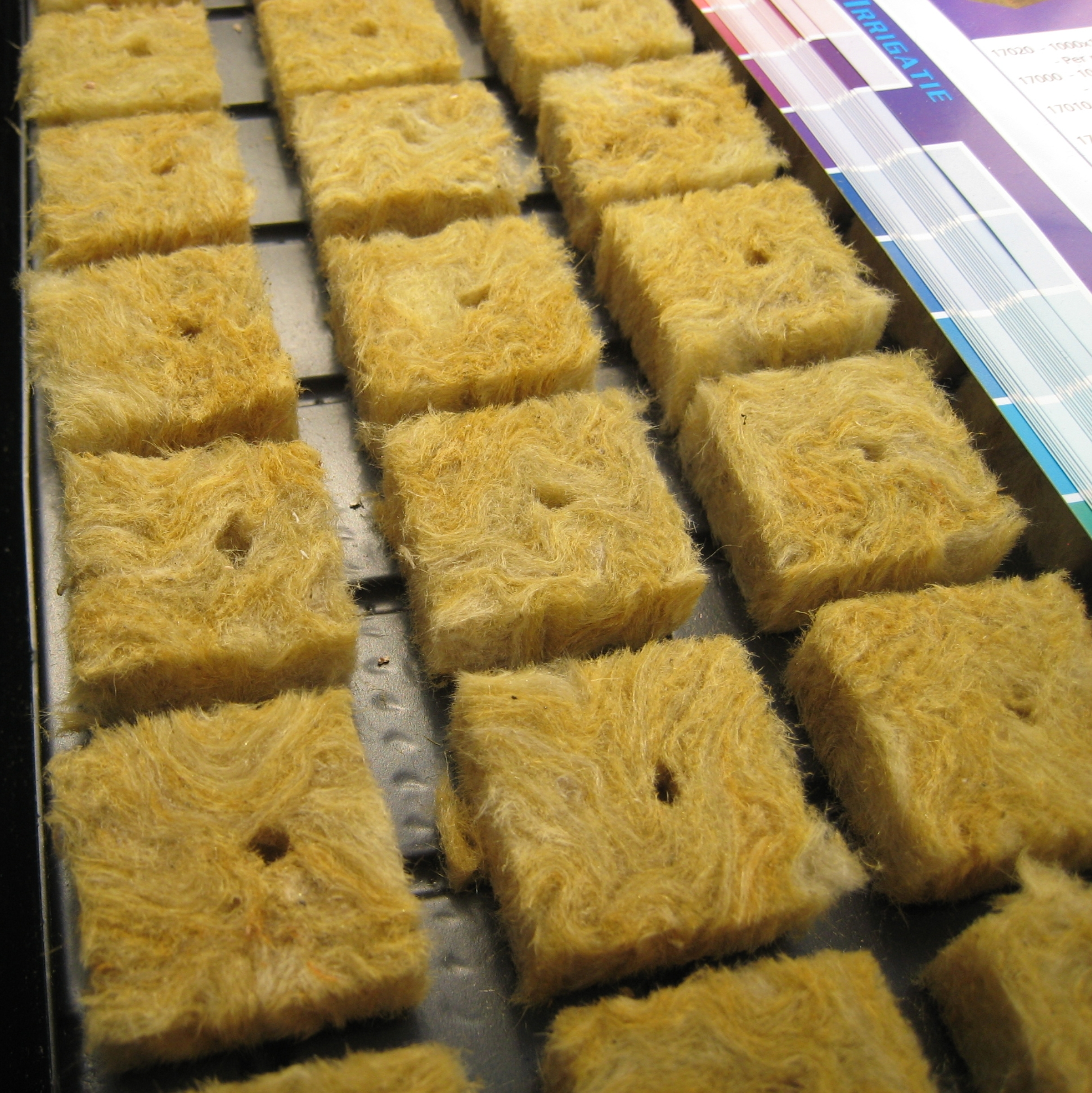
수경재배용 큐브 암면

또한 화학적으로 매우 안정하고 물을 흡수하는 능력이 매우 크기 때문에 고농도의 배양액을 사용하는 수경재배에서 작물 고정용 배지로 사용되며, 토마토나 파프리카와 같은 고가 작물의 수경재배에 널리 이용되고 있다.

## 같이 보기
- 석면

## 참고 자료
- 이 문서에는 다음커뮤니케이션(현 카카오)에서 GFDL 또는 CC-SA 라이선스로 배포한 글로벌 세계대백과사전의 내용을 기초로 작성된 글이 포함되어 있습니다.